# Jaakko Numminen

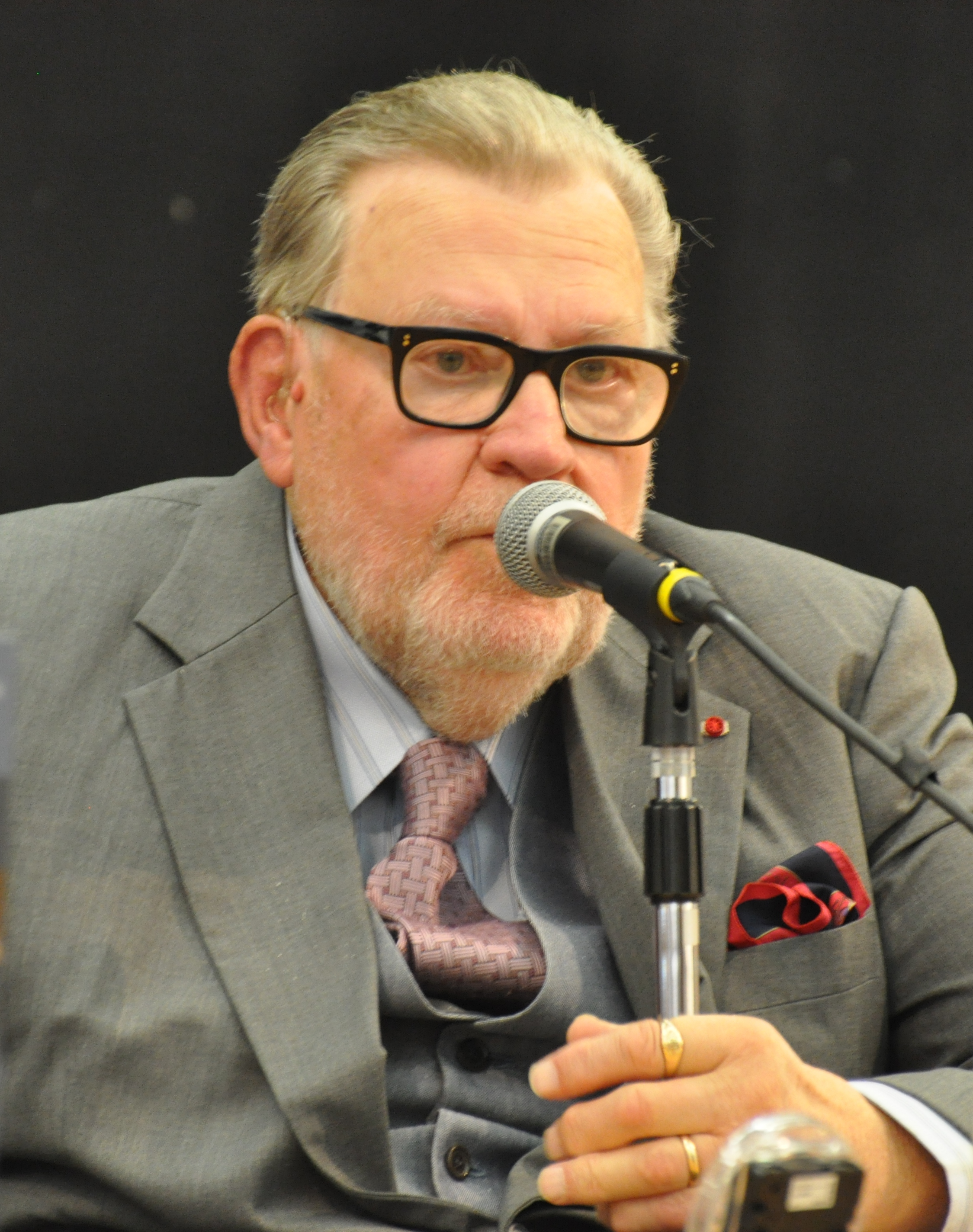
Jaakko Numminen.

Jaakko Mauri Numminen, född 22 oktober 1928 i Vasa, död 19 september 2022 i Helsingfors, var en finländsk kulturpolitiker. 
Numminen blev student 1947, filosofie kandidat 1951 och filosofie magister 1957. Han var chef för undervisningsministeriets högskolebyrå 1966–1970, chef för högskole- och vetenskapsavdelningen 1970–1972 samt undervisningsministeriets kanslichef 1973–1994. Han verkade under senare delen av 1960-talet för en demokratisering av högskoleförvaltningen; innehade posten som undervisningsminister i Teuvo Auras ministär 1970 (regeringen Aura I). 
Numminen var ordförande i delegationen för Johan Vilhelm Snellmans samlade arbeten 1982–1998 och har innehaft talrika förtroendeuppdrag främst inom kultursektorn. Bland hans arbeten märks Suomen nuorisoseuraliikkeen historia (1961) och Valtioneuvoston ongelmia (1985, svensk översättning: Hur Finlands regeras, samma år). Han tilldelades ministers titel 1999 och erhöll även flera hedersdoktorat. År 2020 publicerade han sina memoarer i två delar, över 950 sidor.

## Utmärkelser
- Riddartecknet av I klass av Finlands Vita Ros’ orden,  1966[2]
- Kommendörstecknet av Finlands Lejons orden,  6 december 1971[3]
- Storriddare av Isländska falkorden,  1 december 1978[4]
- Kommendörstecknet av I klass av Finlands Lejons orden,  6 december 1978[5]
- Militärens förtjänstmedalj,  4 juni 1982[6]
- Terra Mariana-korsets orden, tredje graden,  2 februari 2001[7]
- Förtjänstmedaljen för befolkningsskyddsarbete av 1. klass[2]
- Andra graden av Sergej av Radonesj-orden[2]
- Andra graden av Apostlalika storhertigen Vladimirs orden[2]
- Folkrepubliken Ungerns flaggorden[2]
- Kommendör av Hederslegionen[2]
- Kommendörstecknet av I klass av Heliga Lammets orden[2]

[Redigera Wikidata]